# Бжедуги
Бже́дуги (самоназвание: адыгэ, бжъэдыгъу) — один из адыгских (черкесских) субэтносов, в настоящее время составляют большую часть адыгейцев. Сохраняют бжедугский диалект, который наряду с темиргоевским диалектом легли в основу современного литературного адыгейского (западного-адыгского) языка. В основном проживают в Теучежском и Тахтамукайском районах Республики Адыгея.

## Общие сведения
Бжедуги проживают в Адыгее и Краснодарском крае, а также широко представлены в адыгской (черкесской) диаспоре, во всех странах её проживания.
На исторической Родине населяют Тахтамукайский, Теучежский районы Республики Адыгея и город Краснодар.
Бжедугия относилась к аристократическим землям Черкесии, соответственно во главе их стояли князья, родоначальником которых был Биту, сын легендарного Инала, родоначальника кабардинских князей.
Ещё в древности бжедуги разделились на четыре колена (племени): хамышеевцев, черченеевцев, вепсынцев и махошевцев, которые жили достаточно дружно по соседству друг от друга, что не мешало князьям конфликтовать.

## История
Бжедуги, как остальные адыги, являются потомками носителей майкопской культуры, существовавшей в IV тыс. до н. э.. Соответственно — предки адыгов оставили в истории след наследниц майкопской культуры — северокавказской, прикубанской и кобанской.
Османский путешественник XVII века Эвлия Челеби оставил следующее описание племени «бузудук»:

 Их десять тысяч воинов. У них тоже есть бей. В их гавани мы застали десять судов из Стамбула и, встретившись со многими из наших друзей, безгранично радовались. Сдав им на хранение некоторые громоздкие и тяжёлые вещи, мы с нашими невольниками остались налегке. Менгли-Гирей-хан из этого племени бузудук взял с собой три тысячи воинов в астраханский поход. Когда была захвачена Астрахань, эти бузудуки были поселены под горой Обур в стране черкесов. В Черкесстане их и сейчас называют бузудуками.
Перед Кавказской войной бжедуги проживали в северо-западной части Кавказских гор, на юг от Кубани лежащих, как коренные туземцы. Естественными границами служили — на юге цепь Кавказских гор, на северо-западе и востоке реки: Кубань, Шхагоаше (Белая), (Псекупс) и Адвипс (Афипс). По местным преданиям, 4 бжедугских князей (братьев) разделили Бжедугию на 4 части или уделов. Эти князья назывались Черчан, Хмиш, Бегорсеко и Бастеко. Впоследствии возникшие между их потомками несогласия были причиною, что уделы последних двух князей подвинулись — один на восток, другой на запад, и, таким образом, там основались отдельные колена, получившие названия Мехош и Вепсн. Первые же два удела, напротив того, сохранили между собою связь и удержали своё древнее наименование бжедуг, хотя каждый из них известен стал под собственным названием, принятым по имени своего князя: удел Черчана назвался Черчанай, а Хамиша — Хамиший.
В конце XIX века, Энциклопедический словарь Брокгауза и Ефрона, (опирающийся на российские источники), сообщал:

Бзедухи или бжедуховцы — принадлежат к черкесскому племени, живут в Кубанской обл. по р. Кубани и её некоторым притокам, на Ю. и Ю. В. от Екатеринодара; только один значительный аул (Бжедух-хабль) находится в Майкопском уезде на берегу р. Белой. Разделяются на два колена: черченей и хамышей. Племя бзедухов получило своё имя от некоего «Бзедуха», который имел двух сыновей: Киркяна и Хамыша, откуда произошло разделение племени на два колена: киркинай, или черченай, и хамышей.
К 1859 году большинство бжедугских аулов были разорены царскими властями, а с завершением Кавказской войны в 1864 году, бжедуги, как и другие адыги были втянуты в масштабное черкесское мухаджирство.
По счислению 1883 года, после переселения бжедухов в Турцию, на Кавказе осталось их не более 11000 душ, переселилось же за последние 12 лет до 4000 человек.

В 2008 году В. И. Ворошилов, в своей книге «История убыхов» писал :

В XV веке большая часть бжедугов переселяется с Черноморского побережья Кавказа на северный склон Западного Кавказа. Часть бжедугов оставалась в районе верховья Шахе до второй половины XVII века.
К началу Кавказской войны, бжедуги ещё находились на стадии феодальных отношений. Бжедугская аристократия отличалась особенным высокомерием. После того, как в конце XVIII века шапсуги изгнали своих князей, последние нашли убежище у бжедугов. Это положило начало классовой войне, кульминацией которой стала Бзиюкаская битва. Хотя бжедуги при поддержке казаков Черноморского казачьего войска одержали в ней победу, возврата к прежним порядкам уже не было. Более того, народные волнения начались и в самой Бжедугии, что в конце концов привело к классовой войне, известной как Пши-орк зау, то есть «Война против князей и дворян».
С появлением на Западном Кавказе наиба Мухаммед Эмина, социальные противоречия ещё более обострились. Когда в 1851 году бжедугские тфокотли вышли из-под власти князей и обратились к русскому правительству о принятии их в подданство. М.С. Воронцов отвечал, что просьба будет улажена только в том случае, если тфокотли принесут присягу со своими князьями, а это значило, что общинники оставались бы под гнетом старых владельцев.  
В 1855 году Мухаммед Эмин потребовал от бжедугской знати под присягой навсегда отказаться от своих прав, причем многие князья и дворяне были ограблены, а некоторые убиты. «Хотя между бжедугами и есть лица, именующие себя пши, тлекотлешами и орками», — писал кубанский историк Е.Д, Фелицын, — «но сословия эти были упразднены самим народом в 1856 году».

## Сведения, относящиеся к хамышеевцам
Довольно любопытны следующие сведения, записанные в начале XIX века:

Находясь в 1836 году в Екатеринодаре, я узнал, что у соседского народа хамышейцев, коих аулы видны за Кубанью, умы были встревожены от появления разных болезней, приписываемых уддам (ведьмам), что был вызван цысюе (знахарь) и что инквизиционная комиссия переходила из аула в аул для розыска виновных. Во время пребывания моего в горах я знал одно семейство, которого род был цысюе и находился с ним в сношениях. Оно до сих пор проживает в приморской долине Бзыд, прозывается Хутиноко и принадлежит к поколению Тлечас. — Л. Я. Люлье. Верования, религиозные обряды и предрассудки у черкесов
Генерал И. Ф. Паскевич в марте 1830 год дал указание наказному атаману Черноморского войска генералу А. Д. Бескровному выяснить обстоятельства направления царю через поручика Хан-Гирея прошения хамышеевских владельцев о принятии их в подданство России и признании самого Хан-Гирея начальствующим над ними лицом.
На беседу были приглашены восемь хамышеевских владельцев, чьи подписи значились в документе.
Однако, А. Д. Бескровный беседовал только с хамышеевскими князьями Алкасом и Мухаммедом Хаджимуковыми. Князья объяснили, что они действительно желают быть принятыми в российское подданство, но не согласны состоять под начальством Хан-Гирея. Уловив в вопросах негативное отношение к Хан-Гирею, заявили, что Хан-Гирей происходит из второстепенной ветви Гиреев, хотя не смогли пояснить, когда и откуда прибыли к ним его предки.